# ویلیام تانویی
ویلیام تانویی (انگلیسی: William Tanui؛ زادهٔ ۲۲ فوریهٔ ۱۹۶۴) دونده دو نیمه‌استقامت اهل کنیا است. از افتخارات وی می‌توان به کسب مدال طلا دو ۸۰۰ متر در بازی‌های المپیک تابستانی ۱۹۹۲ اشاره کرد.